# Лубамба, Сильви
Рене́ Си́льви Луба́мба (итал. Renée Sylvie Lubamba, род.29 февраля 1972) во Флоренции, Италия) — итальянская модель, актриса, певица и телеведущая конголезского происхождения.

## Биография
Родители Сильви переехали из Киншасы во Флоренцию, где она и родилась. Сильви училась в колледже пиаристов и была избрана «Мисс Тоскана» в 1992 году, но не попала на главный конкурс красоты страны из-за участия в откровенной фотосессии, что было запрещено правилами организаторов.
Участница реалити-шоу «Крот». Снялась в нескольких фильмах. Общественная активистка. Сотрудничала с организациями,  занимающимися охраной окружающей среды и борьбой с бедностью. Была связана с партией «Лига Севера». Свободно говорит на английском и французском языках.
В январе 2006 года суд города Гроссето приговорил её к 5 месяцам и 25 дням тюремного заключения за махинации с кредитными картами. 7 августа 2014 года она была арестована за те же преступления. Во время тюремного заключения приняла католицизм. В 2015 году была одной из 12 заключенных, которым Папа Франциск в Великий четверг Страстной недели омыл и поцеловал ноги.
На Рождество 2017 года ее освободили после трехлетнего тюремного заключения.

## Фильмография
- «Опаздывающий Иво»(«Ivo il Tardivo») — реж. А. Бенвенути
- «Chiavi in mano» — реж. М. Лауренти
- «Finalmente Soli» — реж. У. Марино
- «Дети Ганнибала»(«Figli di Annibale») — реж. Ф. Феррарио
- «Побег с места происшествия»(«Fughe da Fermo») — реж. Э. Неси
- «Ridere fino a volare» — реж. А. Антоначчи